# 法蘭西斯克·皮澤洛

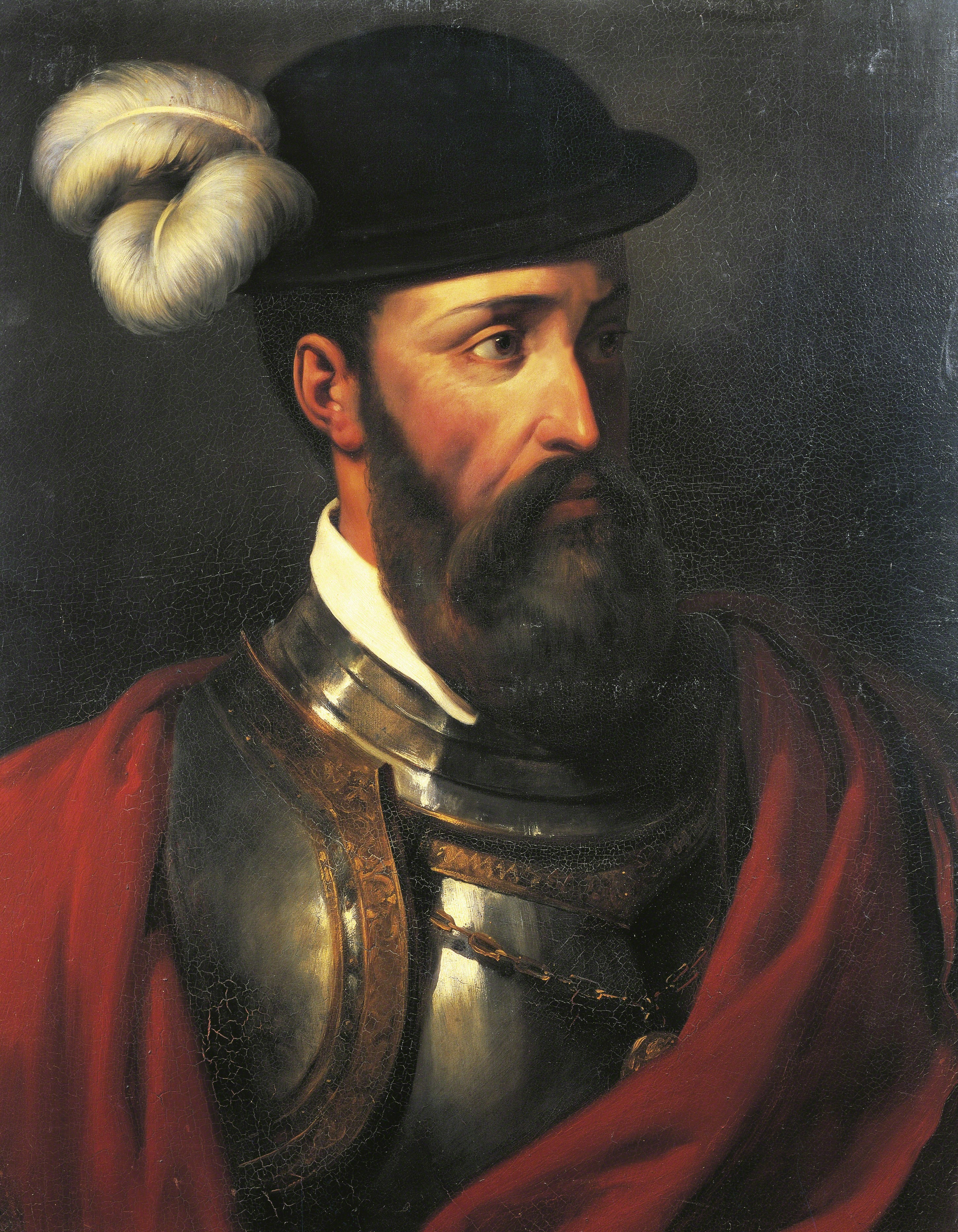
法蘭西斯克·皮澤洛的畫像

法蘭西斯科·皮薩羅（西班牙語：1471年或1476年—1541年6月26日）是西班牙早期殖民者，開啟了西班牙征服南美洲（特別是秘魯）的时代，也是现代秘魯首都利馬的建立者。在西班牙历史上，皮萨罗以征服活动与墨西哥的征服者埃尔南·科尔特斯齐名。

## 早年生平
皮萨罗出生于今西班牙埃斯特雷马杜拉省的小鎮特鲁希略（Trujillo），当时西班牙正处于统一的前夕。其父贡萨洛·皮萨罗·罗德里格斯·德·阿圭拉（Gonzalo Pizarro Rodríguez de Aguilar）是一位步兵上校，曾跟隨費爾南德斯·德哥多華及參與意大利戰爭，亦曾於納瓦拉作戰，得到一定戰功。皮萨罗是个私生子，他的童年资料存留下来的不多，仅知他童年过的相当贫苦，而且没有受过什么教育，亦不会写字。在1500年代初期，皮萨罗本来在塞维利亚，后来加入了西班牙航海探险的船队，被委派过几次探险任务，曾远航到西印度群岛的伊斯帕尼奧拉島，1510年时，据说他曾和阿隆索·德·奥赫达从希斯盘纽拉岛到过Urab。
皮萨罗跟随着巴斯克·努涅茲·德·巴爾柏一同探索大西洋周边的岛屿，并在巴拿马定居，成为了养牛的农夫。1522年，他和教会的修士埃尔南多·德·卢克以及士兵迭戈·德·阿尔马格罗合伙，从巴拿马南下寻找更多可殖民的土地，他们三人达成平分土地，和平占领的协议之后，开始有计划的从海路进入当时的印加帝国范围。在途中他们征集了十三个追随者，花了几个月的时间，买了一些马、粮食和兵器，聚集在今哥伦比亚西海岸的无人海岛上，没有商店，也没有船；皮萨罗相信他曾沿着海岸线航行，经过印加帝国的领地。
于是当他回到巴拿马时，巴拿马州长鼓励他继续探险，并拨给他更多的士兵和马匹去探路，1528年春天，皮萨罗从巴拿马起航，初夏回到塞维利亚。当时正在西班牙托勒多的神圣罗马帝国皇帝查理五世对皮萨罗的经历很感兴趣，并在1529年7月26日签署文件授权其征服印加帝国。皮萨罗被任命为地方长官、将军、揽括600英里新发现海岸的新卡斯蒂利亚的州长、全权总督，麾下所有职务都由其同伴担任。授权条件中的一项是六个月内皮萨罗须募集一支全副武装的二百五十人的队伍，其中一百人可以直接从殖民地拨出。这给了皮萨罗时间前往特鲁希略去说服兄弟埃尔南多以及其它密友加入他的第三次远征。到了第二年，已征集三条船，一百八十人和二十七匹马，因为没有凑齐约定的人数，皮萨罗只好在1530年1月秘密起航到巴拿马。

## 征服印加
1532年，皮澤洛和他不到兩百人的小軍團南下，沿途以馈赠小物品的方式博得印第安人的信任。11月16日來到了秘魯北部的卡哈馬卡，他在这一印加行宫求见刚得到兄弟内战胜利的印加國王阿塔瓦尔帕，他派了埃尔南多·德·索托，修士文森特-德-法尔佛得和本地翻译菲力皮罗去见国王，后者说他们应当马上离开，印加王不会当任何人的附庸。印加王的自信来源于在场有八千印加士兵，皮泽洛只有106名步兵和62名骑兵，之后皮泽洛发动突击，卡哈馬卡戰役以极轻微的代价留下了两千具印加兵尸体，并将印加王俘虜，其手下的12名护卫也被处决。
印加王阿塔瓦尔帕为获得自由，同时也考虑到囚禁期间他的兄长瓦斯卡尔可能对他的王位造成威胁，于是许诺向皮萨罗支付巨额赎金，即用黄金填满囚禁自己的房间，并用白银填满其他两间屋子。皮萨罗同意了阿塔瓦尔帕的请求，并且将阿塔瓦尔帕杀死。皮萨罗想出来的罪名是杀死自己兄弟（瓦斯卡尔在阿塔瓦尔帕被俘后不久就神秘地被自己的民众暗杀）和阴谋反对皮萨罗一行，他的兄弟埃尔南多·德·索托对此反对，说证据不足而且皮萨罗无权在一名亲王的领地上将他处决，但还是无济于事，阿塔瓦尔帕终被执行死刑，开始说是要用火刑，但经过法尔佛得求情（印加人相信没有完整的尸体无法灵魂转生），阿塔瓦尔帕受洗成为天主教徒，得名法蘭西斯克后以缳首死刑处决，以基督教礼下葬。
1534年皮澤洛入侵了庫斯科，並開始训练當地人民做為軍隊，拓展殖民地，逐步的消滅印加帝國残存势力。1535年，皮澤洛認為库斯科離海太遠，又位在深山中，不適合做為新殖民地的首府。于是在1月15日他選擇了沿海的利馬做為新卡斯蒂利亚的首府， 利馬又被稱為“諸王之城”。
1538年，由于分赃问题，皮澤洛率領的軍隊发生內亂，原來和他是合夥關係的士兵迭戈·德·阿尔马格罗開始與他對戰，當時在Ute城，他擊敗了阿尔马格罗，但1541年6月26日，他在利馬城中被阿尔马格罗的追隨者刺殺。

## 图集

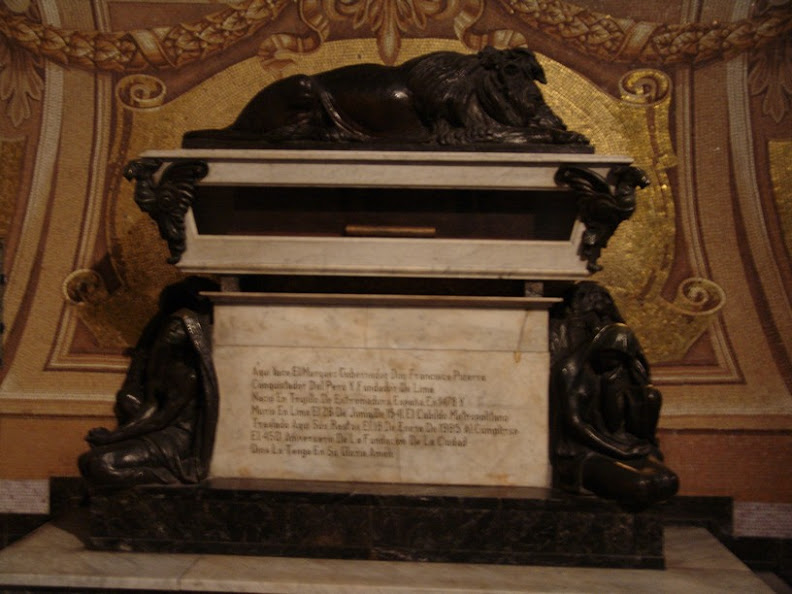
法兰西斯克·皮泽洛在利马的坟墓

## 參看書籍
- The Discovery and Conquest of Perub（秘魯發現和佔領），威廉·H·普裡斯科特（William H。 Prescott）
- Conquest of the Incas（殖民印加），約翰漢姆（John Hemming），1973年

## 相關聯結
- Catholic Encyclopedia article on Pizarro （页面存档备份，存于） - 英文，詳細描述皮澤洛占領秘魯的來龍去脈
- 1911 Encyclopedia Britannica - 英文，皮澤洛簡介